# オクタウィア (悲劇)
『オクタウィア』（Octavia）は、第4代ローマ皇帝クラウディウスの娘クラウディア・オクタウィアを題材としたルキウス・アンナエウス・セネカ作といわれる悲劇。この作品は現存する唯一のローマ歴史劇（プラエテクスタ劇）である。
作者はセネカといわれているが、作品中にセネカ本人が登場すること、セネカよりあとに死んだネロの最期が予言されていること、皇帝在位中にもかかわらずネロが暴君として描かれていること、などから偽作であることが現在では定説となっている。書かれた時期はネロ没後の68年以降と推定されるが、本当の作者は不明。
舞台は62年に設定され、オクタウィアの離婚前夜からパンダテリア島（現在のヴェントテーネ島）への船に乗船するまでが数日間として描かれている。主な登場人物はオクタウィアとその乳母、夫ネロ、その顧問セネカ、親衛隊長官、新婦ポッパエア・サビナ、そのポッパエアの乳母、そして死んだ継母小アグリッピナの亡霊で、合唱団はローマの女達の声を歌う。

## あらすじ
オクタウィアが自身の運命を嘆く独白から始まる。一旦オクタウィアが退場したあと、オクタウィアの乳母が現れ、オクタウィアの運命を同じく悲しむ。その後、再び戻ったオクタウィアと乳母の対話が始まる。オクタウィアはやはり運命を嘆き、今や彼女から妻の座を奪いつつあるポッパエアを憎む。対して乳母は彼女を慰め、いたわりながらも夫ネロになお尽くすことが希望につながると語る。2人が退場したあと、合唱隊がオクタウィアに同情を示し、ネロの母親殺しの残虐を歌う。
セネカが舞台に現れ、宮殿の生活の後悔を独白する。そこにネロが親衛隊長官を伴って現れ、親衛隊長官に陰謀を企てたとする者たちを殺害するよう命令を下し、親衛隊長官は退場する。それに対しセネカが皇帝たるものの寛容を説き、ネロは自らの正しさを語る。話はポッパエアとの結婚にも至り、セネカは反対を示すが、ネロは婚礼の日を翌日と決め、2人は退場する（なお史実では、この当時の親衛隊長官はセネカの盟友ブッルスが務めていたが、悲劇中ではおそらく親衛隊長官にはブッルスではなくティゲリヌスが想定されている）。
小アグリッピナの亡霊が松明を持って登場し、ネロの結婚を呪い、ネロの最期を予言して退場する。
婚礼の日となり、オクタウィアが自らを慰めながら、それでも不安を抱え都を後にする。合唱隊はそんなオクタウィアに同情を示し、群集のネロとポッパエアに対する反乱を期待する。
ポッパエアとその乳母が登場し、ポッパエアが昨夜見た恐ろしい夢を乳母に語る。ひどく恐れるポッパエアを乳母は慰め、希望に満ちているとの解釈を示す。ポッパエアはそれでも祈りを捧げたいと語り、2人は退場する。合唱隊は神話の美女達と比較しながらポッパエアの美しさを歌う。そこに知らせの者が飛び込んできて、オクタウィア支持の暴徒達の襲撃を報告する。その詳細を聞いた合唱隊は、ネロのポッパエアへの愛が変わらぬことを確信しながら、その処遇を恐れる。
ネロが登場し、暴徒達への怒りを独白する。次いで現れた親衛隊長官が暴徒鎮圧の報告を行なうが、ネロはその原因となったオクタウィアの追放と処刑を命ずる。2人が退場したあと合唱隊は、市民に愛されたが故に死を招いたグラックス兄弟を挙げて、オクタウィアの不幸を嘆く。
オクタウィアが兵士に引かれて登場し、最後の嘆きを語る。合唱隊は皇帝一族の女性たちの不運を思い出すように歌う。オクタウィアは自らの運命を受け入れ、覚悟を決める。兵士に引かれてオクタウィアが退場したあと、合唱隊が風に船を異国に運ぶようにと願う。ローマでは市民の血が生贄に捧げられているのだと嘆き、劇は終わる。